# 42609 Daubechies
42609 Daubechies è un asteroide areosecante. Scoperto nel 1998, presenta un'orbita caratterizzata da un semiasse maggiore pari a 2,3609594 UA e da un'eccentricità di 0,2977843, inclinata di 4,77060° rispetto all'eclittica.